# Strangers and Angels
Strangers and Angels es el primer álbum de estudio de la cantante de música country Mickie James. Fue editado el 18 de mayo de 2010 en iTunes y contiene once canciones. Lanzó su primer sencillo, "Are You With Me?", el 16 de febrero de 2010. 

## Lista de canciones
- "Are You With Me?", 03:10
- "Hollywood Movie Moment", 03:07
- "I Call The Fight", 03:44
- "Freedom Song", 03:16
- "Strangers & Angels", 04:15
- "Make Me Feel Like A Woman", 03:55
- "Fallin' Over Again", 04:35
- "When You Come Home Tonight", 04:04
- "I'm No Good At Pretending", 03:06
- "Don't Apologize", 04:14
- "Dumb Bitch", 03:11

## Sencillos
- 2010: "Are You With Me?", (18 de febrero)
- 2010: "Strangers and Angels" (17 de junio)